# Synagoga w Słupcy
Synagoga w Słupcy – synagoga znajdująca się w Słupcy przy ulicy Bożniczej 11.
Synagoga została zbudowana w drugiej połowie XIX wieku. Podczas II wojny światowej hitlerowcy zdewastowali synagogę. Po zakończeniu wojny budynek synagogi przebudowano na Urząd Miejski, następnie mieściły się w niej biblioteka pedagogiczna, siedziba Polskiego Czerwonego Krzyża, a obecnie budynek nie jest używany. 
W maju 2005 roku na mocy ustawy z 1997 roku o restytucji mienia żydowskiego synagoga wraz z mykwą zostały zwrócone Gminie Wyznaniowej Żydowskiej we Wrocławiu.
Murowany budynek synagogi wzniesiono na planie prostokąta, z płytkimi ryzalitami elewacji południowej i północnej. Częściowo zachował się wystrój zewnętrzny.